# Couvelardicidaris
Couvelardicidaris is een geslacht van uitgestorven zee-egels uit de familie Miocidaridae.

## Soorten
- Couvelardicidaris moorei (Cotteau, 1875) † Pliensbachien, Lagere Bajocien, Frankrijk, Engeland.
- Couvelardicidaris couvelardi Vadet, 1991 † Toarcien-Hettangien - Engeland en Frankrijk.